# Lubor Šušlík
Lubor Šušlík (25. května 1928 Most – 21. září 2021) byl český skaut, účastník protinacistického a protikomunistického odboje.

## Životopis

### Rodina, zapojení do skautingu
Otec byl štábním kapitánem československé armády a působil i jako legionář v Rusku. Bydleli v Břeclavi a později v Uherském Hradišti v kasárnách. Matka zemřela po porodu jeho mladšího bratra, otec se znovu oženil. Šušlík začal se skautingem v roce 1938 v Uherském Hradišti. Rovněž vstoupil do Sokola. Začal studovat na reálném gymnáziu. V roce 1939 se rodina přestěhovala do Prahy, kam byl otec přeložen na Zemský úřad. V Praze pokračoval ve studiu na obchodní akademii na Vinohradech a v roce 1944 založil pod hlavičkou Klubu českých turistů skautský oddíl pražská Pětka – později nazývaný Padesátka.
Jeho skautská přezdívka byla Bill.

### Činnost za války

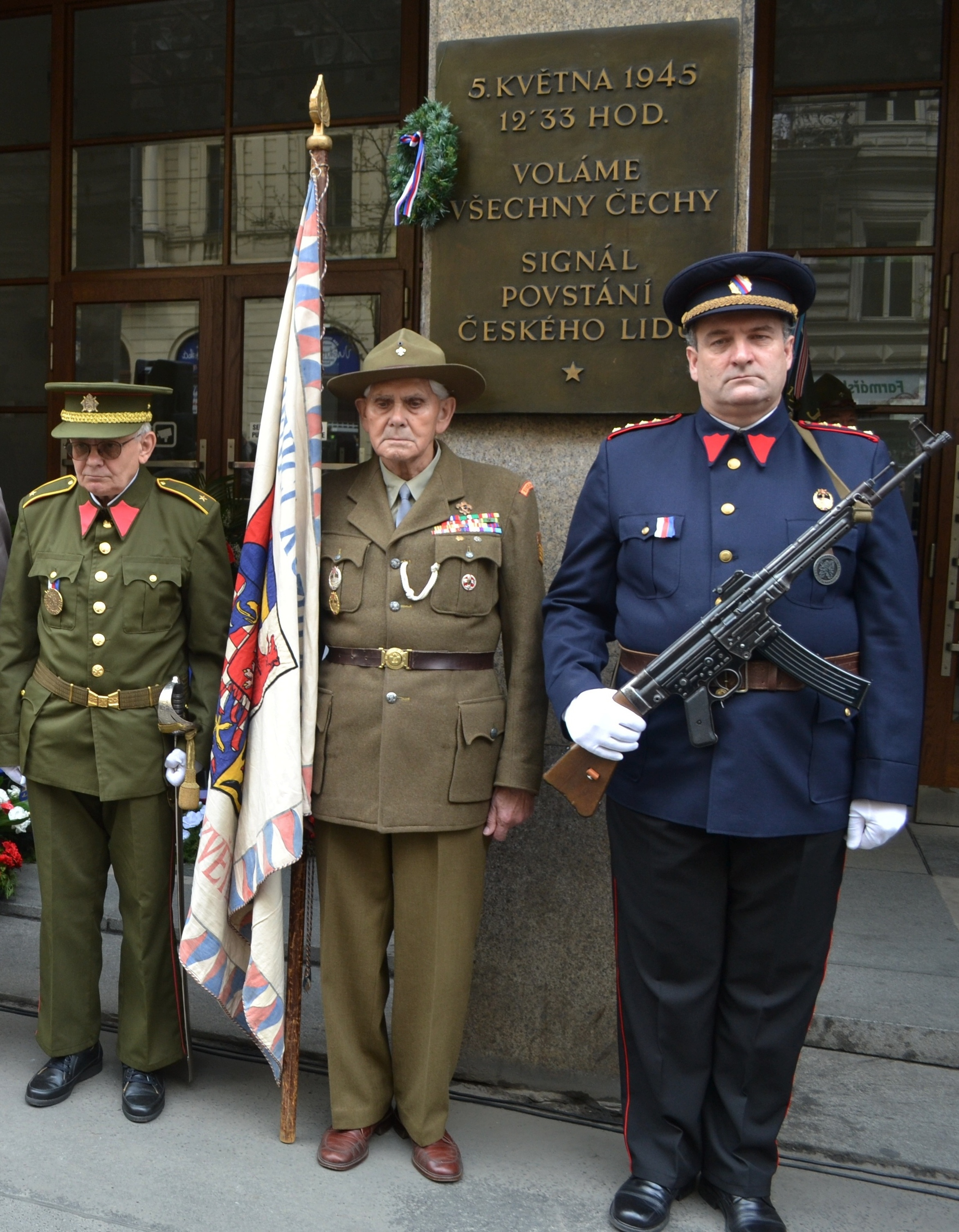
U Českého rozhlasu v roce 2013

Na konci války byl totálně nasazen na stavbu vojenských opevnění v Olomouci a následně v Hlučíně v rámci Todtovy organizace. V dubnu 1945 byl v Olomouci zatčen gestapem a odsouzen stanným soudem k smrti za držení zbraně a podezření z partyzánství. Šťastnou náhodou se mu podařilo uniknout. V závěru války se vrátil do Prahy, kde se zapojil do Pražského povstání a bojů o Československý rozhlas.

### Činnost po válce
Po válce sloužil krátce u Hradní stráže a dále vedl 50. skautský oddíl. V letech 1945 až 1948 pokračoval ve studiu na obchodní akademii, ale po Únoru 1948 byl ze školy vyloučen. Nakonec mu bylo umožněno udělat maturitu. Začal pracovat v Československých závodech kovodělných a strojírenských, kde byl v březnu 1949 zatčen. Byl obviněn z velezrady a účasti na akci „Norbert“, avšak po půlročním věznění na Pankráci byl pro nedostatek důkazů propuštěn.
Neboť nemohl studovat na vysoké škole, vyučil se strojním zámečníkem a pracoval v Leteckých závodech Orličan v Chocni. V Chocni se v roce 1968 zapojil do obnovy Junáka a založil vlastní skautský oddíl. Po roce 1989 se opět zapojil do obnovy Junáka a zastával funkce v okresní a krajské radě Junáka.
Od osmdesátých let 20. století žil v Pardubicích a pracoval jako turistický průvodce. Ve volném čase se zabýval modelářstvím, v pevnosti Dobrošov u Náchoda je vystavena jeho vlastnoručně vyrobená armáda zahrnující 1500 československých vojáků z období před 2. světovou válkou, 130 koní a dobovou vojenskou techniku.

## Ocenění
- 1945 – stříbrný odznak „Bojovník rozhlasu“
- 2018 – Řád stříbrného vlka (nejvyšší skautské vyznamenání pro členy Junáka)[9]